# Sumbakauz
Der Sumbakauz (Ninox rudolfi) ist eine Eulenart aus der Gattung der Buschkäuze. Er kommt endemisch auf der indonesischen Insel Sumba vor.

## Beschreibung
Die mittelgroße Eule hat eine Länge von 30 bis 40 Zentimeter. Ein einzelnes Exemplar wog 222 Gramm. Die Oberseite ist dunkelbraun mit weißer Fleckung. Das weiße Kinnfeld setzt sich deutlich von der rötlich braunen, stark gebänderten Unterseite ab. Die Augen sind braun, die Augenbrauen weißlich. Der Schnabel ist gelblich braun, die Ohröffnung dunkelbraun. Die Beine sind stark befiedert, die hell schmutzig gelben Zehen haben schwärzliche Krallen.

## Lebensweise
Der Sumbakauz bewohnt Monsunwälder und Regenwälder, Küstensümpfe und Agrarland vom Tiefland bis 930 Meter Höhe. Die Nahrung besteht vermutlich aus Insekten, die Stimme ist eine lange, hustenartige Serie kluck-kluck-kluck-kluck…, bei der jeder Laut 0,23 Sekunden dauert.

## Verbreitung
Die Art kommt ausschließlich auf der Insel Sumba vor, wo sie eher selten ist. Von BirdLife International wird sie auf der Vorwarnliste geführt.

## Etymologie und Forschungsgeschichte
Die Erstbeschreibung des Sumbakauzes erfolgte 1882 durch Adolf Bernhard Meyer unter dem Namen Ninox rudolfi. Das Typusexemplar stammte von der Insel Sumba und befand sich in der Sammlung von Johan Gerard Friedrich Riedel (1832–1911). 1837 führte Brian Houghton Hodgson Gattung die Ninox für Ninox nipalensis ein, welche heute als Synonym für eine Unterart des Falkenkauzes (Ninox scutulata lugubris) (Tickell, 1833) steht. Dieses ist ein Schachtelwort aus Nisus Cuvier, 1800 und Noctua de Savigny, 1809. Es setzt sich also aus dem griechischen »Nisos, Νῖσος« für »Falke« und dem lateinischen »noctua« für »Eule, geweiht nach der römischen Göttin Minerva« zusammen. In der griechischen Mythologie verwandelte sich Nisos, der König von Megara, in einen Falken. Das Artepitheton rudolfi wurde Rudolf von Österreich-Ungarn gewidmet.